# Hans-Peter Lanig
Hans-Peter Lanig, né le 7 décembre 1935 et mort le 28 janvier 2022, est un skieur alpin allemand originaire de Bad Hindelang.

## Palmarès

### Jeux olympiques d'hiver
| Épreuve / Édition         | Descente | Slalom géant | Slalom |
| JO 1956 Cortina d'Ampezzo | 5e       | 7e           | —      |
| JO 1960 Squaw Valley      | Argent   | 13e          | 7e     |

### Championnats du monde
| Épreuve / Édition         | Descente | Slalom géant | Slalom | Combiné |
| Mondiaux 1954 Åre         | 25e      | —            | —      | —       |
| JO 1956 Cortina d'Ampezzo | 5e       | 7e           | —      | —       |
| JO 1960 Squaw Valley      | Argent   | 13e          | 7e     | Bronze  |

### Arlberg-Kandahar
- Meilleur résultat : 3e place dans les descentes 1956 à Sestrières et 1959 à Garmisch